# Курульное кресло

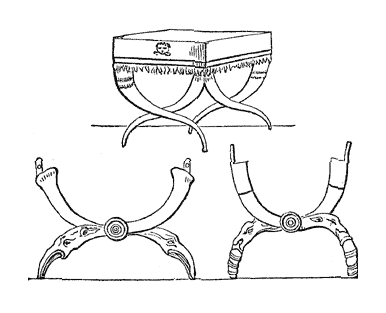
Курульное кресло

Куру́льное кре́сло (лат. sella curulis) — инсигния, отличительный признак курульных магистратов, особое кресло без спинки с X-образными загнутыми ножками.
В Древнем Риме могло принадлежать только высшим магистратам, отсюда — курульный магистрат (лат. magistratus curulis). Таким образом, обладать курульным креслом имели право консулы, цензоры, преторы и курульные эдилы из числа ординарных магистратов, а также все экстраординарные магистраты. Из жрецов право на кресло имели только великий понтифик и севират (лат. saсerdotes Аugustales). 

### Этимология
Этимология слова curulis неясна, но представляется, что происхождение от currus — «колесница», о котором говорят античные авторы (ср. цитату из Гавия Басса — Gellius, III. 18; Festus, Ep. 49) лучше всего согласуется с обычаями, связанными с креслом магистрата, которое, видимо, обычно ставили в колесницу магистрата. В историческую эпоху не упоминается о том, что курульное кресло переносили, но достаточно ясно, что в основе лежит идея о том, что право переносить курульное кресло символизирует юрисдикцию, которая не ограничена каким-то одним местом, подобно трибуналу, но распространяется везде, куда магистрат имеет право поехать (ср. Liv. — III. 11: „at ex parte altera consules in conspectu eorum positis sellis dilectum habebant“ — „на глазах у них консулы расставили в противоположной стороне форума кресла и начали набор“ [перевод Г. Ч. Гусейнова]). 
Даже вне Рима магистрат имел при себе sella castrensis как символ своей власти (Suet. Galba, 18). Весь римский церемониальный этикет пронизан идеей, что исполнять официальные обязанности необходимо сидя; и когда народ стоял вокруг сидящего магистрата, это выражало подчинение, а когда сенат сидел в его присутствии — равенство. Такое же правило действовало и в общественной жизни: отец семейства принимал посетителей сидя, а молодежь и лица более низкого положения вставали в присутствии более пожилых или почтенных людей. Точно так же вставала публика, когда во время игр в театр входил магистрат (Suet. Claud. 12). Разницу в положении магистратов отражает также тот факт, что курульное кресло имелось только у консулов и преторов, у всех магистратов с консульским или преторским империем (например, у децемвиров или военных трибунов с консульской властью: ср. Liv. III. 44, 9 и IV. 7), у диктатора, начальника конницы, цензора и фламина Юпитера.

Уильям Смит. «Словарь греческих и римских древностей», 3-е изд. - ст. Сидение (Sella).

Курульное кресло несли за должностным лицом ликторы, оно было складным, его раскрывали и ставили в случае необходимости. Курульные кресла делали из мрамора, бронзы или дерева с инкрустацией слоновой костью. Существовали также курульные колесницы и курульные носилки. Считается, что мебель такого рода была в обиходе у древних этрусков, которые, возможно, принесли её с собой из Финикии в Италию. В Риме такое кресло стало сакральным символом власти магистрата. Известно, что Гай Юлий Цезарь был первым человеком, получившим золотое курульное кресло.
В дальнейшем, в Средневековье и в эпоху итальянского Возрождения подобие античного курульного кресла стали называть савонаролой, или дантеской. В период французского ампира начала XIX в. и позднее, в период историзма, мебельщики воспроизводили древнеримские курульные кресла в качестве предмета обстановки роскошных аристократических особняков, поскольку такая мебель ассоциировалась с величием императорского Рима.